# Vidám Vándorok
Vidám Vándorok magyarországi zenekar, akinek a célközönsége a kisgyermekek.

## Története
A Vidám Vándorok társulatot 1992-ben, Miskolcon alapította Takács Zoltán zenész/énekes, miután kivált a svéd Carolines együttesből.
A zenekar dalai, koncertjei óvodás és kisiskolás gyermekeknek szólnak. Az első években kizárólag gyermekkoncerteken lépett a közönség elé az együttes, később azonban meséket dolgoztak fel, zenésítettek meg, és 2005-től már kizárólag saját szerzeményeikkel, saját meséikkel léptek színpadra szinte az egész ország területén művelődési intézményekben, óvodákban.
A 2010/11-es tanévben a "Bátor mint a nyúl" című állatmese került bemutatásra. A mókás történet két kisnyusziról szól, akik elindulnak szerencsét próbálni. Vándorlásuk közben beesteledik, a sötét erdő közepén nyitott ajtajú üres házikót találnak ahová bemennek. A házigazda hamarosan megérkezik, aki nem más, mint az éhes farkas és e pillanattól kezdve el is kezdődnek a bonyodalmak. A népdalokkal színesített mesében a társulat tagjain kívül a történet szereplői is megjelennek a háttérben kivetített rajzfiguraként, számítógép segítségével.
A 2011/12-es tanévben az "Afrikai kaland" című vidám, tanulságos mesével járta az együttes az országot. E történet főhőse két kismajom akiket az oroszlán nevelget a szavanna szélén. Az engedetlen majmocskák a bölcs oroszlán figyelmeztetése ellenére bemerészkednek a mocsárba. Hamarosan üldözni kezdi őket a gonosz krokodil, majd menekülés közben egy kígyóverem mélyén találják magukat. Amikor már minden veszni látszik, váratlanul megérkezik a segítség. A mesében szóba kerül a barátság, a szeretet és a megbocsátás fontossága. A felcsendülő afrikai dallamok alatt a történet szereplői is megjelennek a háttérben - kivetített rajzfiguraként.
A 2012/13-as tanévben a Csodatrombita című vidám, zenés mese került bemutatásra. A történet interaktivitásra épül, a kritikus szituációkban a gyerekeknek kell kitalálni a megoldásokat amelyek alapján folytatódhat a történet. A magyar népdalokkal színesített történet Zeneországban játszódik, és a gyermekek számára is jól érthetően kiemeli a zene szerepét, fontosságát életünkben.
A társulat sok helyen megfordul az országban. 2010-től saját profillal jelen van a Facebook közösségi portálon is, ahol kommentek, vélemények olvashatók egy-egy előadásról, továbbá fotókat, rövid videófelvételeket is töltöttek fel a nézők.
Első kazettájuk 1994-ben jelent meg "Táncolj hát!" címmel, majd ezt követte a "Brémai muzsikusok" 2002-ben és a "Vakáció" című CD 2006-ban.
A társulat zenéjére jellemző a populáris stílus, viszont mindezt ötvözik esetenként népi motívumokkal, magyar népzenével is, ha egy-egy mese hangulata úgy kívánja meg.

## Külső hivatkozások
- A Vidám Vándorok társulat hivatalos honlapja
- Vidám Vándorok társulat a Facebookon